# Max et la crypte des revenants : Ma fiancée est un fantôme
Série Mostly Ghostly
Le Pacte mystérieux
(2008) Mostly Ghostly : Une Nuit dans la Maison hantée
(2016)
Pour plus de détails, voir Fiche technique et Distribution.
Max et la crypte des revenants : Ma fiancée est un fantôme, ou Max contre les forces du mal : Ma goule chérie en Belgique,  (Mostly Ghostly: Have You Met My Ghoulfriend?) est une comédie américaine réalisée par Peter Hewitt sortie en 2014.
Le film est une suite d’un film de 2008 Le Pacte mystérieux et basé sur le deuxième livre de la série Mostly Ghostly créée par R.L Stine.

## Synopsis
Bella Thorne (Shake It Up !, Amiennemies), Madison Pettis (Rats de laboratoire) et Ryan Ochoa (Paire de rois) sont de l'aventure dans ce film avec de nouveaux fantômes, de nouvelles sensations, et le retour de quelques vieux amis. 
Max (Ryan Ochoa) n'a d'yeux que pour Cammy (Bella Thorne), la rousse populaire. Lorsque Max obtient enfin un rendez-vous avec Cammy à Halloween, Phears, un fantôme maléfique qui veut s’emparer du monde, libère des vampires et les choses se détraquent. Tara et Nicky, les amis fantomatiques, vont aider Max à contrecarrer le complot diabolique de Phears et maintenir son rendez-vous avec Cammy à Halloween. Ce film est un affreux délice à voir en famille !

## Fiche technique
- Titre original : Mostly Ghostly: Have You Met My Ghoulfriend
- Réalisation : Peter Hewitt
- Scénario : Richard Correll et Michael Samonek d'après le roman de R. L. Stine
- Direction artistique : Tom Lisowski
- Décors : Charles Nance
- Costumes :
- Montage : Sandy S. Solowitz
- Musique : Patrick Kirst
- Photographie : Randy Hart
- Son :
- Production : Yvonne Bernard, Arthur Cohen et Steven Stabler
- Sociétés de production : Commotion Pictures et Lookout Entertainment
- Sociétés de distribution :
- Pays d’origine :  États-Unis
- Langue originale : Anglais
- Format : couleur - 2,35:1 - son Dolby numérique
- Genre : Comédie
- Durée :
- Date de sortie :
- États-Unis : 2014

## Distribution
- Bella Thorne (VF : Adeline Chetail) : Cammy Cahill
- Madison Pettis (VF : Jessica Monceau) : Tara Roland
- Calum Worthy (VF : Fabrice Fara) : Colin Doyle
- Ryan Ochoa (VF : Benjamin Bollen) : Max Doyle
- Roshon Fegan : Nicky Roland
- Gigi Rice :  Harriet Doyle
- Anastasia Baranova : Jeune Emma
- Adi Shankar : le photographe Shankar

Source VF